# Sanatorium Ondřeje Schneidera
Sanatorium Ondřeje Schneidera je bývalé sanatorium v Praze 2 na Novém Městě, které stojí na rohu ulic Ke Karlovu a Na Bojišti. Budova je chráněna jako nemovitá kulturní památka České republiky a je stále využívána k lékařským účelům, sídlí zde klinika pracovního lékařství VFN.

## Historie
Sanatorium v neorenesančním stylu bylo postaveno v letech 1891–1892 podle návrhu architektů Čeňka Gregora a Karla Starka. V letech 1908–1909 se k původnímu severnímu křídlu připojila jižní přístavba, adaptovaná Josefem Blechou v letech 1928–1929. V té době budova sloužila jako luxusní rodinné sanatorium dr. Schneidera.
V roce 2013 byla provedena rekonstrukce keramických obkladů v interiéru ve spolupráci s akad. sochařem Vojtěchem Paříkem a akad. arch. Markem Houskou, kteří provedli repase keramického obkladu salonku s fontánkou v nárožním arkýři budovy.

## Popis
Třípatrová nárožní budova stojí volně. Je sestavena ze dvou třítraktových křídel. Průčelí je desetiosé se zvýšeným přízemím. Válcová věž v nároží má v otevřené arkádě vchod. Vysoké stupňovité štíty jsou inspirovány nizozemskou renesancí. Fasáda je založena na kontrastu režného zdiva a omítaných prvků. Střední arkýř je po stranách doplněn balkony se segmentově vyklenutými čely. Průčelí do zahrady je třináctiosé s krajními rizality, mezi nimiž mají obě horní přistavěná patra souvisle prosklené stěny.
V interiéru se dochovala řada původních prvků, například vstupní vestibul za podloubím věže s kamenným obkladem a stylově čistým kovaným zábradlím, arkýřovitá dřevěná vrátnice, obložení barevně glazovanými kachlíky a reliéfní ženskou figurou, původní, pozdně secesní dveře, kruhová klubovna v nejvyšším patře se secesními vitrážemi v oknech nebo knihovna.

### Keramický salonek
Ve 3. patře budovy se nachází tzv. keramický salonek, který původně sloužil jako meditační prostor pro pacienty tehdejšího sanatoria a vznikl podle projektu architekta Jana Kotěry kolem roku 1914. V salonku se zachovalo původní keramické obložení od firmy Rako, včetně speciálních obkladaček s listrovými a výkvětovými glazurami. Okna zdobí barevné vitráže a na podlaze jsou keramické dlaždice s orientálními vzory. Hlavní dominantou místnosti je keramická fontána od Stanislava a Vojtěcha Suchardových umístěná na čelní stěně. Je tvořena figurální plastikou ženy, která nese název „Žena nad pramenem“. Voda dříve vytékala z 24 měděných drážek po stranách sochy a stékala do bazénku pod ní, ale v současnosti (2025) je fontána nefunkční.
 

V roce 2013 provedla firma Lasselberger rekonstrukci keramických prvků ve spolupráci s akad. sochařem Vojtěchem Paříkem a Václavem Vágnerem a dřevěných prvků ve spolupráci s  akad. arch. Markem Houskou.

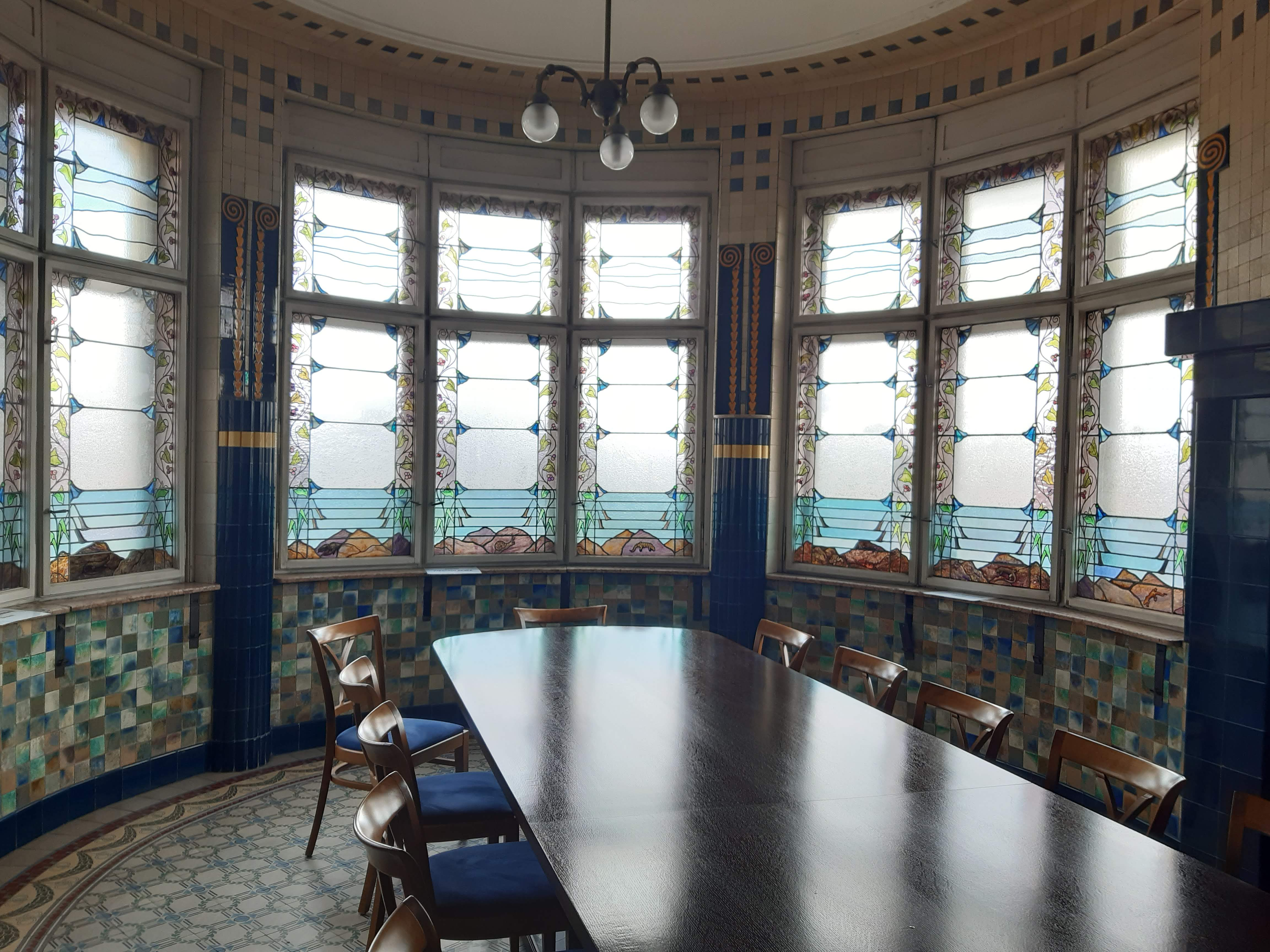
Keramický salonek podle návrhu Jana Kotěry
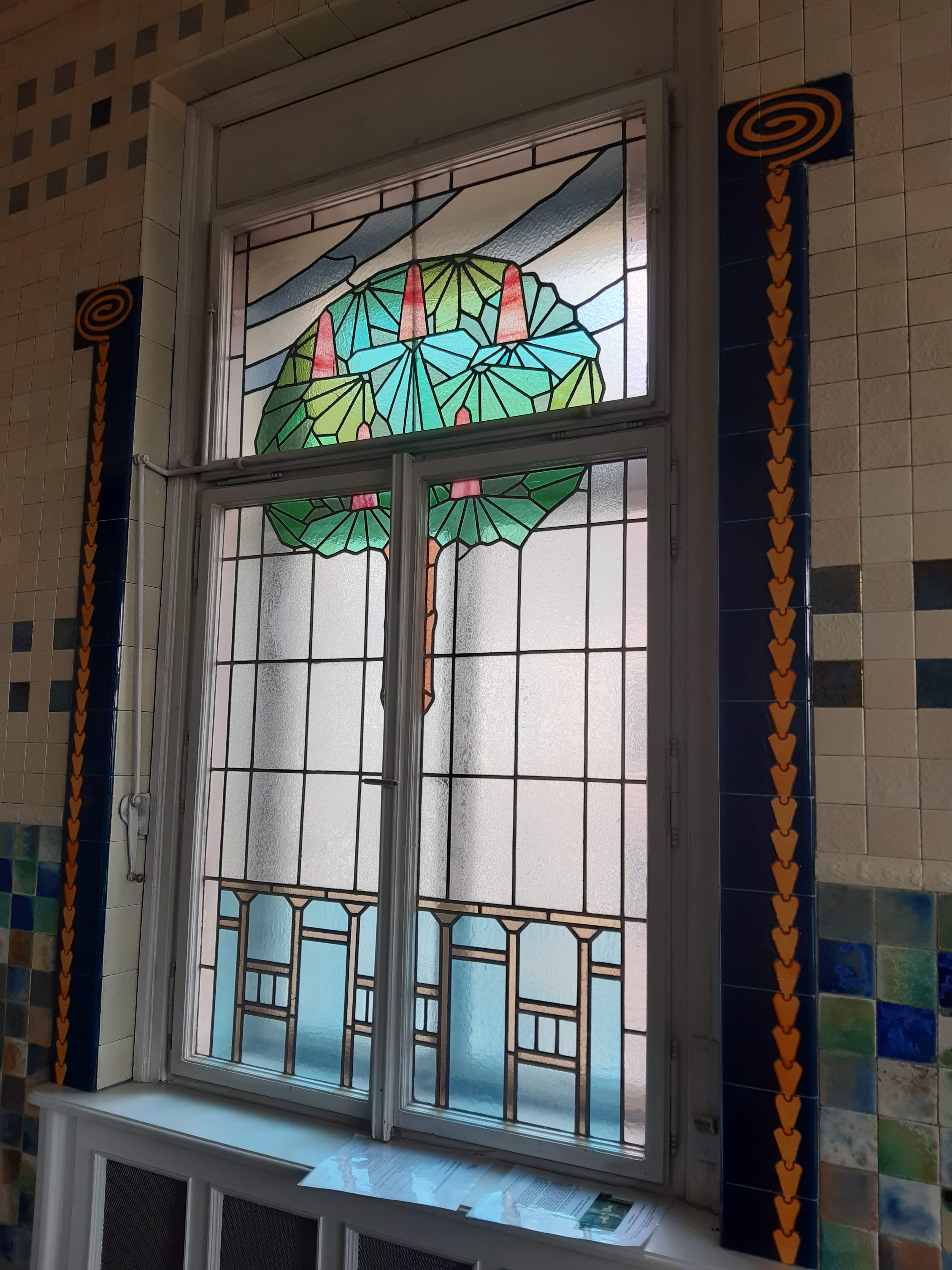
Vitrážová okna
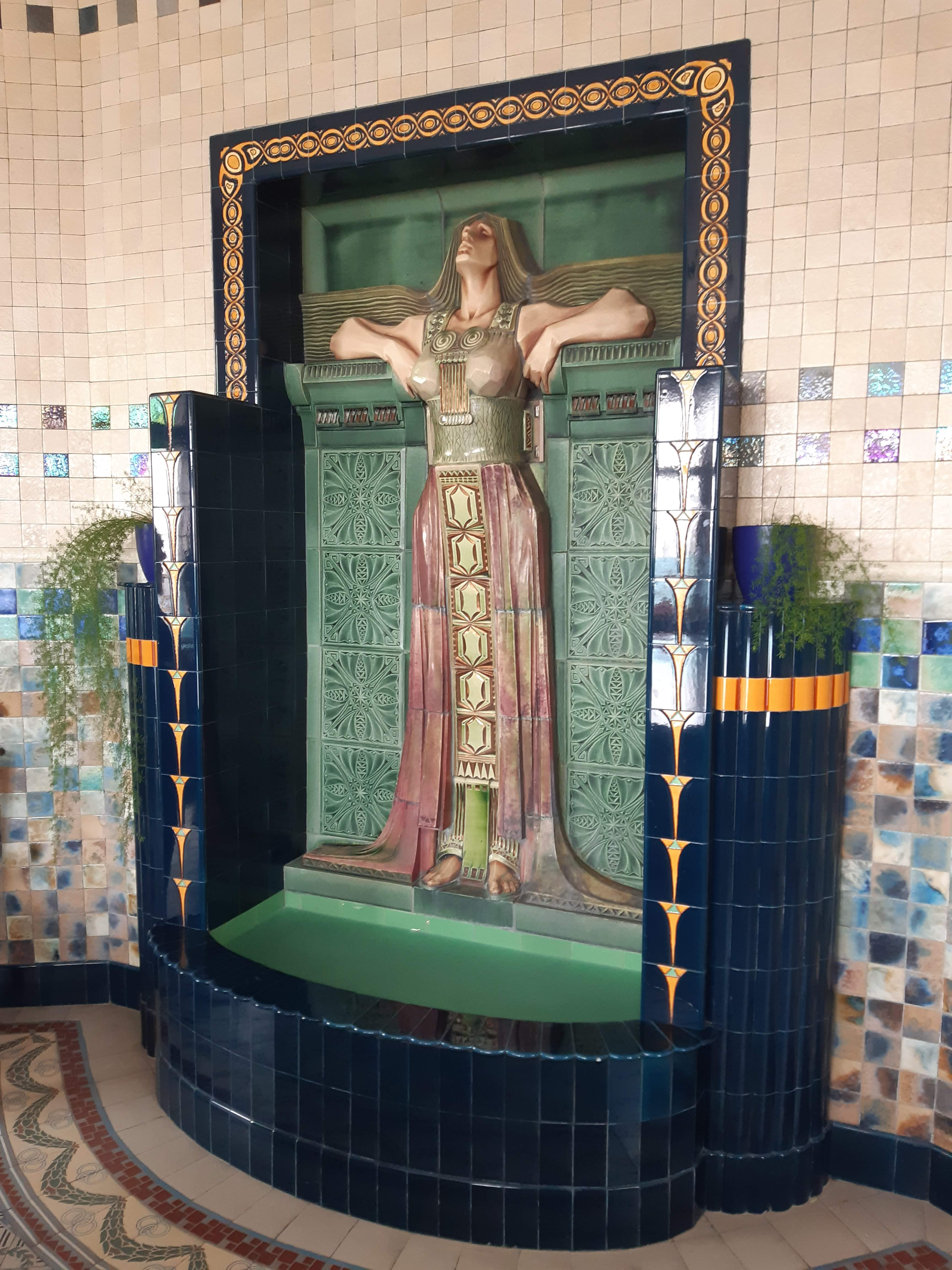
Fontána Žena nad pramenem
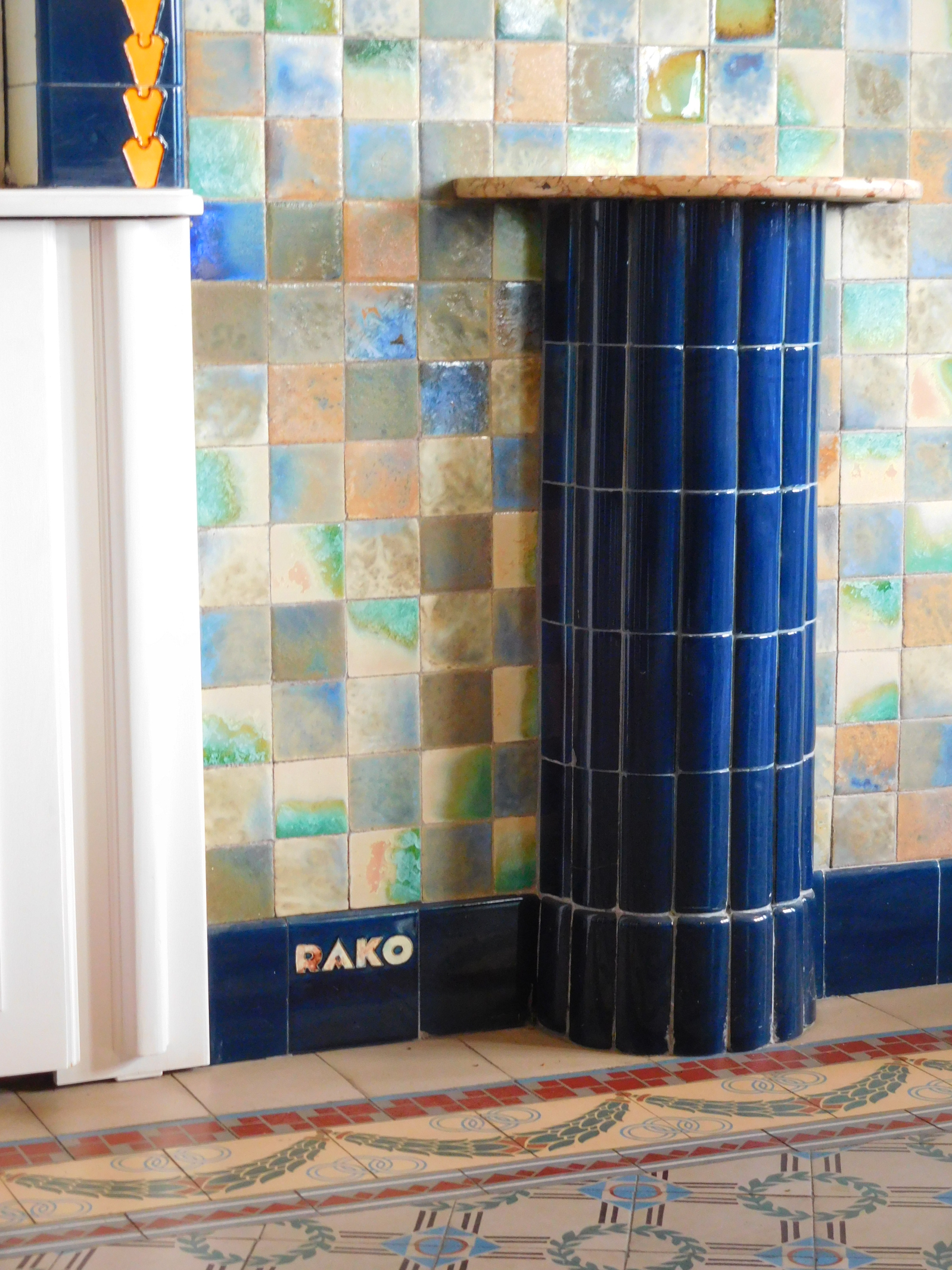
Detail keramické výzdoby of firmy Rako